# 森本良男
森本 良男（もりもと よしお、1930年 - ）は、日本のソ連評論家、桃山学院大学名誉教授。

## 略歴
1955年東京外国語大学ロシア語科卒。読売新聞社に入社後、モスクワ支局特派員、ワシントン支局長、論説委員、外報部長。
1984年、桃山学院大学社会学部教授。1990年から1992年および1995年から1996年に社会学部長を務めた。2000年、定年退任、名誉教授。

## 著書
- 『シベリア その自然と開発計画』（築地書館） 1962
- 『日本にとってのソ連 不気味な隣人がわかる11章』（サイマル出版会） 1980
- 『世界にとってのソ連 「脅威」と内憂外患がわかる13章』（サイマル出版会） 1982
- 『数字で読む米ソ関係』（岩波ブックレット） 1984
- 『ソビエトとロシア』（講談社現代新書） 1989
- 『冷戦・人と事件 核をめぐる激動の50年』（サイマル出版会） 1995

### 共編
- 『モスクワのテレビはなぜ火を噴くのか』（金光不二夫共編、築地書館） 1987

## 参考
- 鈴木博信, 「献辞 感謝をこめて(森本良男教授退任記念号)」『桃山学院大学社会学論集』 33巻 2号 p.209-212, 2000-02, 桃山学院大学総合研究所, NAID 110004700907